# Jack Kiefer
Jack Kiefer   (Cincinnati, 25 de gener de 1924 - Berkeley, 10 d'agost de 1981) va ser un matemàtic, estadísitic i micòleg estatunidenc.

## Vida i obra
Kiefer va començar els estudis universitaris al Massachusetts Institute of Technology el 1942, però els va interrompre l'any següent per incorporar-se a les Forces Aèries dels Estats Units d'Amèrica durant la Segona Guerra Mundial. Acabada la guerra els va reprendre i es va graduar el 1948. A continuació va iniciar els seus treballs de recerca a la Universitat de Colúmbia sota la direcció d'Abraham Wald, obtenint el doctorat el 1952.
Des de 1951 va ser professor de la universitat Cornell fins que es va retirar anticipadament el 1979 per anar a la universitat de Califòrnia a Berkeley com professor de recerca, fins que es va morir sobtadament el 1981 d'un atac de cor. Va patir durant molts anys d'una artritis de malucs severa, de la qual ve ser operat el 1971, cosa que li va permetre portar una vida quasi normal. A partir dels anys 1960's va desenvolupar la seva passió pels bolets i va esdevenir també un micòleg notable. A més d'aquesta afició, també escribía i dirigia comèdies musicals estudiantils i va estar molt involucrat en la política local d'Ithaca (Nova York).
Kiefer va publicar un centenar d'articles científics, la meitat dels quals versen sobre disseny d'experiments, camp en el qual va ser una autoritat mundial, tot i que també va fer aportacions notables en els camps de la teoria de la decisió i de la teoria de la probabilitat.